# Clohiesia lignicola
Clohiesia lignicola är en svampart som beskrevs av K.M. Tsui, K.D. Hyde & Hodgkiss 1998. Clohiesia lignicola ingår i släktet Clohiesia, ordningen Sordariales, klassen Sordariomycetes, divisionen sporsäcksvampar och riket svampar.   Inga underarter finns listade i Catalogue of Life.